# 第112親衛ミサイル旅団
第112親衛ミサイル旅団（だい112しんえいみさいるりょだん、ロシア語: 112-я гвардейская ракетная бригада）とは、ロシア陸軍の旅団。第1親衛戦車軍の指揮下にある。
過去複数回モスクワの赤の広場での軍事パレードに参加している。

## 歴史
- 1936年3月31日：ウクライナで創設[2]。
- 2019年：イスカンダルミサイルシステムを装備[3]。
- 2025年1月3日：イヴァノヴォ州シュヤ市で爆発が発生し旅団長コンスタンチン・ナガイコ大尉が負傷。情報筋によると、彼は脳を含むほぼすべての臓器に多数の破片の傷を負っていた。医師らは頭蓋骨穿孔を含む手術を行った[4]。情報筋によると、彼は脳を含むほぼすべての臓器に多数の破片の傷を負っていた。医師らは頭蓋骨穿孔を含む手術を行った[5]。
- 2025年4月：イヴァノヴォ地域にある旅団の基地がウクライナ軍の無人機の標的になった[6]。ウクライナ国防省情報局によれば、旅団は2025年4月13日に第448旅団とともにスムイへのミサイル攻撃に関与している。この攻撃で数十人の民間人が死亡している[7]。

## 装備品
- イスカンデルミサイルシステム[6]